# Мальтийский еврей
«Мальтийский еврей» (англ. The Jew of Malta) — трагедия английского драматурга Кристофера Марло, написанная в 1589 году.

## Сюжет
Главный герой пьесы — ростовщик-еврей Варрава, который поглощён жаждой наживы и не знает жалости: ради своего богатства он готов даже погубить единственную дочь. Видя, что люди, наделённые властью, претендуют на его деньги, Варрава решает этих людей уничтожить с помощью обмана, манипуляций и яда. Варрава начинает поддерживать турок против мальтийских рыцарей, рассчитывая, что те и другие перебьют друг друга. В итоге он сам погибает.